# Kommunikationsstruktur
Unter Kommunikationsstruktur versteht man die Struktur des Informationsaustausches innerhalb eines Systems wie beispielsweise eines Unternehmens, einer Organisationseinheit oder Projektgruppe. Sie bezieht sich auf das Netz oder Muster von Kommunikationskanälen zwischen den Systemteilen. Sie definiert, welche Systemteile (einzelne Personen oder wiederum Gruppen) mit welchen anderen Systemteilen kommunizieren.
Die Beschreibung der Kommunikationsstruktur erfolgt in der Regel mit einem Datenflussdiagramm und wird daher häufig auch als Datenfluss bezeichnet.

## Modelle
Nach Leavitt lassen sich die Kommunikationsstrukturen „Rad“, „Y(psilon)“, „Kette“ und „Kreis“ unterscheiden. Lutz von Rosenstiel nennt die Kommunikationsstruktur „Rad“ „Stern“ und unterscheidet zusätzlich noch die „Vollstruktur“.
| Typus                                      | „Rad“/„Stern“ | „Y(psilon)“ | „Kette“ | „Kreis“ | „Vollstruktur“ |
| ------------------------------------------ | ------------- | ----------- | ------- | ------- | -------------- |
| 5 Teilgruppen                              |               |             |         |         |                |
| 4 Teilgruppen                              |               | -           |         |         |                |
| Zentralisation                             | sehr hoch     | hoch        | mittel  | niedrig | sehr niedrig   |
| Kommunikations- vorgänge                   | sehr wenige   | sehr wenige | mittel  | viele   | sehr viele     |
| Führung                                    | sehr hoch     | hoch        | mittel  | niedrig | sehr niedrig   |
| Gruppenzufriedenheit                       | niedrig       | niedrig     | mittel  | mittel  | hoch           |
| individuelle Zufrieden- heit der Führenden | hoch          | hoch        | mittel  | niedrig | sehr niedrig   |

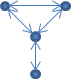
Drache

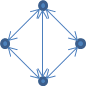
Doppelkreis

Weiters wird noch die Kommunikationsstruktur „Drache“ und „Doppelkreis“ unterschieden.

## Eignung der Modelle
Generell gilt, dass die Etablierung einer fest definierten Kommunikationsstruktur innerhalb eines Systems die Effizienz des Systems steigert. Die Forschung geht insbesondere der Fragestellung nach, ob es einen Zusammenhang zwischen Kommunikationsstrukturen und der Effizienz der Problemlösung gibt.
Zentralisierte Strukturen wie beispielsweise „Stern“/„Rad“, sind gekennzeichnet durch eine hohe Kommunikationsleistung (wenige kurze und daher rasche Kommunikationswege) und eine klare Identifikation der Führungskraft, gleichzeitig aber auch durch eine hohe Unzufriedenheit der Gruppenmitglieder. Dezentralisierte Strukturen (z. B. „Vollstruktur“) führen zu gegenteiligen Effekten.
Insgesamt zeigt sich aber, dass der Relation zwischen Kommunikationsstruktur und Kommunikationsleistung mit der Schwierigkeit der Aufgabenstellung verschwindet. Bei komplexeren Problemen erweisen sich die Kommunikationsfähigkeiten der „zentralen“ Systemteile als wichtigere Voraussetzung für die Effizienz der Problemlösung als das gewählte Kommunikationsmuster. Werden diese mit Informationen derart überhäuft, dass sie damit nicht mehr fertigwerden, dann sinkt dadurch die Effizienz des gesamten Systems rapide.
Üblicherweise wird aber davon ausgegangen, dass zentralistische Kommunikationsstrukturen vorteilhaft für die insgesamte Effizienz der Gruppen ist. Andererseits mindert aber die geringe Zufriedenheit die Motivation der Gruppenmitglieder, was wiederum die Effizienz der Gruppen negativ beeinflusst. Darüber hinaus sind zentralistische Kommunikationsstrukturen weniger flexibel, um mit neuen Situationen und Problemstellungen, die eigenständiges und kreatives Denken voraussetzen, zurechtzukommen.
Die Entscheidung für eine Kommunikationsstruktur muss daher immer im Zusammenhang mit der Art der Aufgaben- oder Problemstellung fallen. Komplexe oder kreative Anforderungen oder Anforderungen mit hohem Kommunikationsbedarf können zentralistische Kommunikationsstrukturen leicht überfordern, weshalb hier dezentralen Kommunikationsstrukturen gewählt werden sollten.